# Psolidium vitreum
Psolidium vitreum is een zeekomkommer uit de familie Psolidae.
De wetenschappelijke naam van de soort werd in 1915 gepubliceerd door H. Ohshima.